# Sistema no lineal
En matemàtiques i ciència, un sistema no lineal és un sistema en què el canvi de la sortida no és proporcional al canvi de l'entrada. Els problemes no lineals són interessants en els camps de l'enginyeria, la biologia, la física, les matemàtiques, i molts altres camps de la ciència ja que la majoria de sistemes tenen una naturalesa inherentment no lineal. Els sistemes dinàmics no lineals, que descriuen l'evolució de variables en el temps, poden semblar caòtics, impracticables, o contraintuitius, en comparació amb els sistemes lineals, que són més simples.
Típicament, el comportament dels sistemes no lineals és descrit matemàticament com un sistema d'equacions no lineals, que és el conjunt d'equacions simultànies en què les incògnites (o les funcions desconegudes en el cas d'equacions diferencials) apareixen com a polinomis de grau superior o com a arguments d'una funció no polinòmica de grau u. En altres paraules, en un sistema d'equacions no lineals, l'equació (o equacions) que s'han de resoldre no es poden escriure com una combinació lineal de les variables o funcions desconegudes que hi apareixen. Es pot definir un sistema com a no lineal independentment de si en les seves equacions hi apareixen o no funcions lineals. En particular, una equació diferencial és lineal si es lineal en termes de la funció desconeguda i de les seves derivades, fins i tot encara que hi apareguin termes no lineals de les altres variables.
Com que les equacions dinàmiques no lineals són difícils de resoldre, els sistemes no lineals són tractats sovint mitjançant equacions lineals (linealització). Això funciona bé fins a una certa precisió i per un cert domini de les entrades, però alguns fenòmens interessants com els solitons, el caos, i singularitats queden amagades en el procés de linealització. Per tant, alguns aspectes del comportament dinàmic de sistemes no lineals poden semblar contraintuitius, umprevisibles o fins i tot caòtics. Tot i que aquest comportament caòtic pugui recordar el comportament aleatori, de fet no és aleatori. Per exemple, alguns aspectes del temps poden semblar caòtics, quan canvis simples d'una part del sistema produeixen efectes complexes en el conjunt. Aquesta no linealitat és una de les raons per què les previsions a llarg termini són impossibles de fer amb la tecnologia actual.
Alguns autors utilitzen el terme ciència no lineal per referir-se a l'estudi dels sistemes no lineals. Aquest terme, tanmateix, és discutit per altres autors
| «                | Utilitzar un terme com ciència no lineal és com referir-se a la major part de la zoologia com l'estudi dels animals no-elefàntics. | » |
| — Stanisław Ulam | |   |

## Definició
En matemàtiques, una aplicació lineal (o funció lineal) {\displaystyle f(x)} és una funció que satisfà les dues propietats següents:
- Additivitat o principi de superposició: {\displaystyle \textstyle f(x+y)=f(x)+f(y);}
- Homogeneïtat: {\displaystyle \textstyle f(\alpha x)=\alpha f(x).}

L'additivitat implica homogeneïtat per valors d’a racionals, i, per a funcions contínues, per qualsevol a real. Per valors complexos d′a, l'homogeneïtat no és implicada per l'additivitat. Per exemple, una aplicació antilinear és additiva però no homogènia. Les condicions d'additivitat i homogeneïtat són sovint combinades en el principi de superposició
{\displaystyle f(\alpha x+\beta y)=\alpha f(x)+\beta f(y)}
Una equació de la forma
{\displaystyle f(x)=C}
s'anomena lineal si {\displaystyle f(x)} és una aplicació lineal (tal com s'ha definit més amunt) i s'anomena no lineal en cas contrari. L'equació és homogènia si {\displaystyle C=0}.
La definició {\displaystyle f(x)=C} és molt general en el sentit que {\displaystyle x} pot ser qualsevol objecte matemàtic sensible (un nombre, un vector, una funció, etc.), i la funció {\displaystyle f(x)} pot ser, literalment, qualsevol aplicació, inclosa la integració o la diferenciació amb les corresponents restriccions (com ara condicions de contorn). Si {\displaystyle f(x)} conté derivades respecte {\displaystyle x}, el resultat serà una equació diferencial.

## Equacions algebraiques no lineals
Les equacions algebraiques, també anomenades equacions polinòmiques, es defineixen igualant polinomis (de grau superior a u) a zero. Per exemple,
{\displaystyle x^{2}+x-1=0\,.}
Per a una equació polinòmica simple, es poden usar algorismes per trobar les solucions (és a dir, conjunts de valors de les variables que satisfan l'equació). Tanmateix, els sistemes d'equacions algebraiques són més difícils; el seu estudi és una de les motivacions de la geometria algebraica, una complexa branca de les matemàtiques modernes. Fins i tot determinar si un sistema algebraic donat té solucions complexes és molt complicat (vegeu Teorema dels zeros de Hilbert). No obstant això, els sistemes que tenen un nombre finit de solucions complexes, els sistemes d'equacions polinòmiques estan ben estudiades i existeixen mètodes eficients per solucionar-los.

## Relacions de recurrència no lineals
Una relació de recurrència no lineal defineix termes successius d'una seqüència com a funció no lineal dels termes anteriors. Exemples de relacions de recurrència són el mapa logístic i les relacions que defineixen diverses seqüències de Hofstadter. Els models discrets no lineals que representen una àmplia classe de relacions de recurrència són, per exemple, el model NARMAX (Nonlinear Autoregressive Moving Average amb entrades eXogenous) i el procediment d'anàlisi i d'identificació del sistema no lineal corresponent. Es poden utilitzar aquests plantejaments per estudiar una classe àmplia de comportaments no lineals complexes en el temps, la freqüència i els dominis espacio-temporals.

## Equacions diferencials no lineals
Un sistema d'equacions diferencials és no lineal quan no és un sistema lineal. Els problemes en què intervenen equacions diferencials no lineals són molts diversos, i els mètodes per trobar-ne les solucions i analitzar-los depenen del problema. Les equacions de Navier-Stokes en dinàmica de fluids i les equacions de Lotka–Volterra en biologia en són dos exemples.
Una de les més grans dificultats dels problemes no lineals és que, en general, no és possible combinar les solucions conegudes en noves solucions. En els problemes no lineals, per exemple, es pot utilitzar una família de solucions linealment independents per construir la solució general a través del principi de superposició. Un bon exemple d'això és el transport de la calor unidemnsional amb condicions de contorn de Dirichlet, la solució del qual pot ser escrita com una combinació lineal de funcions sinusoidals en el temps de diferents freqüències; això fa que les solucions siguin molt flexibles. Sovint és possible trobar solucions molt específiques d'equacions no lineals. No obstant això, la no aplicabilitat del principi de superposició fa que no es puguin construir solucions generals.

### Equacions diferencials ordinàries
Sovint es poden resoldre les equacions diferencials ordinàries de forma exacta mitjançant la separació de variables, especialment per equacions autònomes. Per exemple, l'equació no lineal
{\displaystyle {\frac {du}{dx}}=-u^{2}}
té {\displaystyle u={\frac {1}{x+C}}} com a solució general (i també u = 0 com a solució particular, que correspon al límit de la solució general quan C tendeix a infinit). L'equació és no lineal perquè es pot escriure com
{\displaystyle {\frac {du}{dx}}+u^{2}=0}
i el costat esquerre de l'igualtat no és una funció lineal de u i les seves derivades. Noti's que si el terme u² fos substituït per u, el problema seria lineal (es tractaria del problema del decreixement exponencial).
Les equacions diferencials ordinàries d'ordre superior (més generalment, els sistemes d'equacions no lineals) rarament donen solucions en forma tancada, tot i que es troben solucions implícites i les solucions que impliquen solutions integrals no elemental.
Mètodes habituals per l'anàlisi qualitativa d'equacions diferencials ordinàries no lineals inclouen:
- L'examinació de qualsevol quantitat que es conservi, especialment en sistemes hamiltonians
- L'examinació de quantitats dissipatives (vegi's funció de Liapunov) anàlogues a les quantitats conservatives
- Linearització a partir de l'expansió de Taylor
- Canvi de variables en un problema més fàcil d'estudiar
- La teoria de bifurcacions
- Mètode de pertorbacions (que també es pot aplicar a equacions algebraiques)

### Equacions diferencials en derivades parcials
El plantejament bàsic més habitual en l'estudi d'equacions en derivades parcials és canviar les variables (o transformar el problema) per tal que el problema resultant sigui més simple (i potser fins i tot lineal). De vegades, es pot transformar l'equació en una o més equacions diferencials ordinàries, com és el cas del mètode de separació de variables, que sempre és útil tingui o no solució l'equació diferencial ordinària resultant.
Un altre mètode (tot i que menys matemàtic), que s'utilitza sovint en mecànica de fluids i de la calor, és usar l'anàlisi d'escala per simplificar una equació natural general en un problema de condició de contorn. Per exemple, les equacions de Navier-Stokes (que són altament no lineals) es poden simplificar en una equació en derivades parcials en el cas de flux transitori, laminar i unidemensional en una canonada circular; l'anàlisi d'escala proporciona condicions sota les quals el flux és laminar i unidemensional i també dona l'equació simplificada.
Altres mètodes són el mètode de característiques i usar els mètodes de més amunt en la resolució d'equacions diferencials ordinàries.

### Pèndols

Il·lustració d'un pèndul

Un problema no lineal clàssic, llargament estudiat, és el de la dinàmica d'un pèndul sota la influència de la gravetat. Utilitzant la formulació lagrangiana, es pot demostrar que es pot descriure el moviment del pèndul a partir de l'equació no lineal adimensional
{\displaystyle {\frac {d^{2}\theta }{dt^{2}}}+\sin(\theta )=0}
on la gravitat apunta cap avall i {\displaystyle \theta } és l'angle que el pèndul forma amb la seva posició d'equilibri estable, tal com es mostra en la figura de la dreta. Un plantejament per "solucionar" l'equació és usar {\displaystyle d\theta /dt} com un factor d'integració, mitjançant el qual s'arribaria a 
{\displaystyle \int {\frac {d\theta }{\sqrt {C_{0}+2\cos(\theta )}}}=t+C_{1}}
que és una solució implícita en què intervé una integral el·líptica. Generalment, aquesta "solució" no té gaire utilitat ja que la major part de la naturalesa de la solució resta amagada en la integral no elemental (és no elemntal llevat que {\displaystyle C_{0}=2}).
Una altra manera de plantejar el problema és linealitzar qualsevol no linealitat (el terme de la funció sinus, en aquest cas) en diversos punts d'interès a partir d'expansions de Taylor. Per exemple, la linealització a {\displaystyle \theta =0}, anomenada aproximació d'angle petit, és
{\displaystyle {\frac {d^{2}\theta }{dt^{2}}}+\theta =0}
com que {\displaystyle \sin(\theta )\approx \theta } per {\displaystyle \theta \approx 0}. Aquesta equació és la de l'oscil·lador harmònic simple que correspon a les oscil·lacions del pèndul a prop del seu punt d'equilibri inferior. Una altra linealització seria a {\displaystyle \theta =\pi }, que correspon al pèndul apuntant cap a dalt:
{\displaystyle {\frac {d^{2}\theta }{dt^{2}}}+\pi -\theta =0}
ja que {\displaystyle \sin(\theta )\approx \pi -\theta } per {\displaystyle \theta \approx \pi }. En la solució d'aquest problema hi apareixen funcions hiperbòliques i noti's que a diferència de en l'aproximació d'angle petit, aquest punt d'equilibri és inestable, en el sentit que {\displaystyle |\theta |} creixarà sense límit, malgrat que existeixin solucions fitades. Això correspon físicament a la dificultat d'equilibrar un pèndul en la posició superior: es tracta literalment d'un estat inestable.
Encara és possible una altra linealització, en {\displaystyle \theta =\pi /2}, al voltant del qual {\displaystyle \sin(\theta )\approx 1}:
{\displaystyle {\frac {d^{2}\theta }{dt^{2}}}+1=0.}
Això equival al problema de caiguda lliure. Es pot obtenir una imatge qualitativa molt útil de la dinàmica del pèndul ajuntant les diferents linealitzacions. Es poden usar altres tècniques per trobar retrats de fase (exactes) i perìodes aproximats.

## Tipus de comportaments dinàmics no lineals
- Mort d'amplitud – tota oscil·lació present en el sistema desapareix a causa d'algun cert tipus d'interacció amb algun altre sistema o amb la realimentació del propi sistema.
- Caos – no es poden predir els valors d'un sistema de forma indefinida en un futur llunyà, i les fluctuacions són aperiòdiques.
- Multiestabilitat – la presència de dos o més estats estables.
- Solitons – una ona solitària que es propaga sense deformar-se.
- Cicles límit – òrbites asimptòtiques periòdiques a què es veuen atrets els punts fixes en desestabilitzar-se.
- Auto-oscil·lacions - en sistemes físics dissipatius oberts es donen oscil·lacions en realimentació.

## Exemples d'equacions no lineals
- Equació algebraica de Riccati
- Sistema bola i biga
- Equació de Bellman
- Equació de Boltzmann
- Equació de Colebrook
- Relativitat general
- Teoria de Ginsburg-Landau
- Equació d'Ishimori
- Equació de Kadomtsev-Petviashvili
- Equació de Korteweg-de Vries
- Equació de Landau–Lifshitz–Gilbert
- Equació de Liénard
- Equacions de Navier-Stokes en dinàmica de fluids
- Òptica no lineal
- Equació de Schrödinger no lineal
- Flux de potència
- Equació de Richards
- Unicicle autoequilibrat
- Equació de Sine-Gordon
- Oscil·lador de van der Pol
- Equació de Vlasov